# Дім Коліньї
Коліньї (фр. Maison de Coligny) — французький аристократичний рід, який відігравав важливу роль у партії гугенотів у роки Релігійних війн у Франції другої половини XVI століття. Родові володіння знаходилися на території графства Бургундія (Франш-Конте).

## Історія
Походження роду Коліньї невідоме. Існують дві основні гіпотези щодо його походження. За однією гіпотезою, висунутою у XVII столітті істориком Жаном дю Буше, який написав історію роду Коліньї, родоначальником роду був Манасія I, який жив у X столітті, і став сеньйором де Коліньї в 974 році. Інша гіпотеза була запропонована Роше де Коліньї наприкінці XX століття на підставі аналізу кількох тисяч середньовічних актів, присвячених областям Ревермон і Брес. Колінії, які мали володіння в Ревермоні, за цією гіпотезою походять з дому графів Бургундії, проте точної генеалогічної прив'язки не дається .
Головною власністю родини Коліньї була територія, на якій пізніше було засновано герцогство Коліньї. Згодом герцогство було розділене на дві частини.
- гілка сеньйорів Коліньї-ле-В'є, які пізніше здобули титул маркізів Коліньї;
- гілка сеньйорів Коліньї-ле-Неф, що носили титул баронів Коліньї, а згодом графів та герцогів Коліньї.

Також Коліньї володіли низкою сеньйорій у Ревермоні: маркізатом Андело, баронствами Крессья і Шевро.
Піднесення роду почалося завдяки шлюбу Гільйома II де Коліньї з Катрін де Саліньї, завдяки якому він успадкував титул сеньйора Шатільйон-сюр-Луан, а також баронства Ла Мотт-Сен-Жан та Саліньї. Його старший син, Жан III, перебрався з Коліньї до Шатільйона, перейшовши на службу до короля Франції Людовіка XI, а від молодших братів Жана пішли лінії Саліньї та Колінії-Бюенг. З двох синів Жана III старший, Жак II, був одним із найхоробріших капітанів свого часу. Він був прево Парижа, радником і ординарним камергером королів Франції Карла VIII та Людовіка XII. Жак брав участь у війнах, які вели королі Франції біля Італії. Він загинув у Феррарі у 1512 році, не залишивши дітей. Його володіння успадкував молодший брат Гаспар I, який також брав участь в італійських походах. У 1516 він був зроблений маршалом Франції. Він був одружений з Луїзою де Монморансі, сестрою майбутнього коннетабля Франції Анною де Монморансі, завдяки чому діти від цього шлюбу мали серйозного покровителя. З чотирьох дітей Гаспара I старший, П'єр, помер молодим. Інші троє синів грали важливу роль партії гугенотів у роки Релігійних воєн XVI століття. Другий син, Одет, більше відомий як кардинал Шатільйон, обрав духовну кар'єру, ставши в 19 років завдяки старанням дядька кардиналом. Однак у 1561 році він перейшов у кальвінізм, а пізніше одружився з придворною жінкою герцогині Савойської. Під час другої релігійної війни він був уповноваженим гугенотом. Третій із синів Гаспара I, Гаспар II, більш відомий як Адмірал Коліньї, який успадкував після смерті П'єра родові володіння, був відомим воєначальником, а в 1553 став адміралом Франції. Після початку Релігійних війн він став одним із лідерів гугенотів. Адмірала Коліньї було вбито під час Варфоломіївської ночі 1572 року. Молодший із братів, Франсуа, сеньйор д'Андело, був одним із найвизначніших полководців протестантської армії. Його син Поль під ім'ям Гі XIX у 1567 році успадкував від матері графство Лаваль. Ця гілка згасла після смерті в 1605 графа Гі XX, єдиного сина Гі XIX.
Онук Гаспара II де Коліньї, Гаспар III, був маршалом Франції, а у 1643 отримав титул герцога де Шатільон. Його син, Гаспар IV, також був маршалом Франції, а в 1648 отримав титул герцога Коліньї й став пером Франції. Однак його єдиний син, Анрі Гаспар, помер в 1657, після чого старша гілка роду згасла.
Існували також бічні гілки роду.